# Liste der Straßen in Essen-Überruhr
Die Liste der Straßen in Essen-Überruhr beschreibt das Straßensystem im Essener Stadtteil Überruhr mit den entsprechenden historischen Bezügen.

## Einführung und Überblick
Essen-Überruhr ist amtlich in die beiden Stadtteile Überruhr-Hinsel und Überruhr-Holthausen unterteilt.
 In beiden leben zusammen 16048 Einwohner (30. September 2022) auf einer Fläche von insgesamt 6,72 km². Überruhr hat den Postleitzahlenbezirk 45277.
Ursprünglich gab es in Überruhr einige Wegebezeichnungen ohne amtlichen Charakter, darunter beispielsweise der Deipenbecks-Thalweg. Am 15. Mai 1907 wurden die Wohngebäude neu nummeriert und in diesem Zug die amtlichen Straßennamen eingeführt. Am 1. August 1929 kam Überruhr an die Stadt Essen. Mehrere Straßen erinnern an den vergangenen Steinkohlenbergbau an der Ruhr, wie zum Beispiel die Straßen An der Zeche Heinrich, Gewalterberg, Mentingsbank, Uhlenbank und Wolfsdelle. Eine Gruppe von Straßennamen im Westen von Überruhr-Hinsel ist nach Planeten unseres Sonnensystems benannt.
Der gesamte Stadtteil Überruhr wird im Norden und Westen von der Ruhr begrenzt, ebenso das nördliche Überruhr-Hinsel im Osten. Weiter nach Süden verläuft die östliche Grenze durch das Wichteltal, bergauf zur Überruhrstraße und weiter über Land zum Dellmannsweg. Die Straße Deipenbecktal bildet bis zur Ruhr die südliche Grenze.
In Essen-Überruhr gibt es insgesamt 87 benannte Verkehrsflächen, die sich auf 50 in Überruhr-Hinsel und 45 in Überruhr-Holthausen verteilen, wobei acht Straßen sich sowohl in Hinsel als auch in Holthausen befinden. Es gibt keinen Platz.
 Diese Straßen befinden sich dabei nur teilweise im Stadtteil Überruhr:
 Die Kurt-Schumacher-Brücke im Norden, die Straßen Wichteltal und Hohe Haar, die Überruhrstraße, der Dellmannsweg und die Straße Holthuser Tal im Osten; die Straße Deipenbecktal im Süden und die Konrad-Adenauer-Brücke im Westen.
Durch den Stadtteil Überruhr verlaufen
- die Landesstraße L191: auf der Langenberger Straße von Steele weiter nach Kupferdreh und
- die Landesstraße L925: auf der Marie-Juchacz-Straße von Bergerhausen kommend, weiter auf der Überruhrstraße nach Burgaltendorf

## Listen der Straßen
Die nachfolgende Tabelle gibt eine Übersicht über die Straßen und Wege im Stadtteil mit entsprechenden Informationen.
- Name: aktuelle Bezeichnung der Straße oder des Platzes.
- Länge/Maße in Metern:
 Die in der Übersicht enthaltenen Längenangaben sind gerundete Übersichtswerte, die in Google Earth mit dem dortigen Maßstab ermittelt wurden. Sie dienen Vergleichszwecken und werden, sofern amtliche Werte bekannt sind, ausgetauscht und gesondert gekennzeichnet.
 Der Zusatz (im Stadtteil) gibt an, dass die Länge die des Straßenabschnitts innerhalb von Überruhr ist, da die Straße in benachbarte Stadtteile weitergeführt wird.
 Der Zusatz (alle Straßenabschnitte zusammen) gibt an, dass die Straße so verwinkelt ist, dass keine „Hauptstraße“ besteht. Stattdessen wird die Länge aller Straßenabschnitte zusammengezählt.
- Herleitung: Ursprung oder Bezug des Namens
- Datum der Benennung: amtliche Erstbenennung
- Anmerkungen: zusätzliche Informationen
- Bild: Foto der Straße oder eines anliegenden Objekts

### Liste der Straßen in Überruhr-Hinsel
| Name                   | Länge/Maße (in Metern)    | Herleitung                                                             | Datum der Benennung | Bemerkungen | Bild                                       |
| ---------------------- | ------------------------- | ---------------------------------------------------------------------- | ------------------- | --- | ------------------------------------------ |
| Altmeyerstraße         | 270                       | Maximilian Altmeyer, Arzt                                              | 23. Feb. 1954       | Der am 14. August 1876 in Ottweiler geborene Maximilian Altmeyer war ein angesehener Arzt, der lange Zeit in Überruhr praktizierte. Er starb am 27. Januar 1943 in Bonn. Die Altmeyerstraße verbindet die Straße Hinseler Hof mit der Überruhrstraße. |                                            |
| Am Gemeindebusch       | 330                       | Gemeindebusch, Flurname                                                | 14. Dez. 1966       | In der Mutterrolle von 1866 ist vermerkt, dass Gerhard Schulte-Hinsel Land am Gemeindebusch besitzt. Die Straße Am Gemeindebusch führt von der Straße Haferstein in einem nördlichen Bogen wieder auf diese zurück. |                                            |
| Am Weusthof            | 115                       | Weusthof, Lehngut                                                      | 4. Juli 1951        | Der Weusthof, eigentlich Wüsthoff, war ein Lehngut, das von der Reichsabtei Werden herrührt. 1451 wird der Hof in einer Urkunde genannt, in der die Woestenhove an Johann Vittinghoff gen. Schell veräußert wird. Zuletzt waren zwei Vasallen belehnt: mit der einen Hälfte am 6. Juni 1787 der Rechtscandidat Franz Roye und mit der anderen am 8. April 1785 Franz Wilhelm Fischer für seine Mutter Antoinette geborene Brockhoff. 1795 war der ganze Bauer Weusthof Aufsitzer und Pächter. 1831 war der Ackersmann Heinrich Beckmann gen. Wüsthoff Aufsitzer, als alle auf dem Hof ruhenden Lasten aufgelöst wurden. Die Ehefrau des Senators Huyssen sen. und ihre Schwester, Fräulein Wengler, waren zu einer Hälfte Eigentümer; zur anderen die Erben Fischer. Heinrich Beckmann kaufte von den Erben Fischer ein Viertel an und brachte für den Rest die erforderlichen Lösegelder auf, so dass er 1831 uneingeschränkter Eigentümer des derzeit 124 Morgen großen Hofes wurde. 1866 wird Wilhelm Stens gen. Wüsthoff als Eigentümer genannt. Ein Jahr darauf ist es Johann Beckmann gen. Weusthof. 1902 kaufte der rüttenscheider Landwirt Wilhelm Groote den Hof. Arnold Groote gibt als letzter Bauer 1949 die Bewirtschaftung des Hofes wegen zunehmender Bebauung auf. Die Straße Am Weusthof verbindet den Heuweg mit dem Treibweg. |                                            |
| Antropstraße           | 280                       | Antrop, alteingesessene Familie                                        | um 1905             | An dieser Straße hatte die alteingesessene Überruhrer Familie Antrop Grundbesitz. Gerhard Antrop als letzter Namensträger starb 1953 im Alter 85 Jahren. Die Antropstraße ist eine im Norden der Überruhrstraße nach Westen abzweigende Stichstraße. Bis in die 1970er Jahre führte sie bis auf die Langenberger Straße. |                                            |
| Bienenweg              | 180                       | Heinrich Mauritius Bienen, 2. Kanoniker und Pfarrer                    | 18. Feb. 1959       | Der um 1724 geborene Heinrich Mauritius Bienen war seit dem 25. August 1762 zweiter Kanoniker und Pfarrer an der St.-Lambertus-Kirche in Rellinghausen. Am 10. Dezember 1796 stiftete er eine Vicarie sub invocatione BMV in Überruhr mit einem Fonds von 3000 Reichstalern. Mit einem weiteren Fonds von 1000 Rtlr. legte er den Grundstock für den Bau einer Kapelle in Überruhr, die am 28. März 1800 eingeweiht wurde. Am 3. Mai 1803 starb Bienen. Der Bienenweg verbindet die Überruhrstraße in einem Bogen mit der Altmeyerstraße. |                                            |
| Bruktererhang          | 450                       | Funde der Brukterer in diesem Gebiet                                   | 14. Dez. 1966       | Als das Wohngebiet Sonderfeld erschlossen wurde, fand man westlich der Straße Lehmanns Brink Überreste einer germanischen Siedlung aus dem 2. und 3. Jahrhundert n. Chr. Bei Ausgrabungen entdeckte man einen Eisenverhüttungsplatz des Volksstammes der Brukterer, die vermutlich wohlhabend waren, da man viel importierte Keramik aus der römischen Rheinprovinz fand. Der Bruktererhang verläuft von der Straße Lehmanns Brink in einem Bogen zum Salierweg. |                                            |
| Drehscheibe            | 420                       | Drehscheibe der Prinz-Wilhelm-Eisenbahn                                | 15. Jan. 1936       | Bei der vorläufigen Endstation der Prinz-Wilhelm-Eisenbahn namens Steele gegenüber, auf Überruhrer Seite der Ruhr, die 1847 mit der Umstellung der Strecke auf Dampf in Betrieb ging, befand sich eine Drehscheibe zum Wenden der Dampflokomotiven, damit die Züge wieder zurück Richtung Wuppertal fahren konnten. Später, im Jahre 1863 wurde die Eisenbahnbrücke Steele in Betrieb genommen. Die zuvor Charlottenweg genannte Straße Drehscheibe ist eine von der Langenberger Straße nach Osten zur Ruhr verlaufende Stichstraße. |                                            |
| Eigenstraße            | 230                       | Kleinsiedlungsverein Eigenheim                                         | 31. März 1921       | Der Kleinsiedlungsverein Eigenheim war Bauträger der Wohnhäuser an der angrenzenden Heimstraße. Aus dem Namen Eigenheim bildete man die Namen der Heim- und der Eigenstraße, auch wenn die zur gleichen Zeit an der Eigenstraße errichteten Häuser durch die Bergmannssiedlung Essen-Süd GmbH erbaut wurden. Die Eigenstraße verbindet die Heimstraße mit der Überruhrstraße. |                                            |
| Gewalterberg           | 150                       | Zeche Vereinigte Gewalt                                                | 10. Juli 1981       | Die Zeche Vereinigte Gewalt in Überruhr-Hinsel war Mitte des 19. Jahrhunderts die größte Zeche im Ruhrgebiet. Seit 1813 in Betrieb, musste sie aufgrund der Wassereinbrüche durch die Ruhr, die mit damaligen Mitteln nicht zu verhindern waren, 1886 ihren Betrieb einstellen. Die Straße Gewalterberg, die ursprünglich diesen Namen trug, erhielt mit neuer Straßenführung 1981 erneut diesen Namen. Sie ist eine nordwestliche Stichstraße der Überruhrstraße. |                                            |
| Halferstein            | 210                       | Halferstein, Flurname                                                  | 14. Dez. 1966       | 1866 wird Hermann Schulte-Hinsel als Besitzer eines Ackerstücks an Halferstein (auch Halverstein und Kolverstein) genannt. Die Straße Halferstein verbindet die Heimstraße mit der Überruhrstraße. |                                            |
| Hattingsaue            | 80                        | Anlehnung an Hattingswiese, Flurname                                   | 18. Dez. 1973       | Die Hattingsaue zweigt als Stichstraße von der Straße Hattingswiese ab, deren Name auf eine Flur zurückgeht. So nannte man die Hattingsaue in Anlehnung daran ähnlich. |                                            |
| Hattingswiese          | 440                       | Hattingswiese, Flurname                                                | 22. Dez. 1949       | 1826 wird die Hattingswiese genannt, von der sechs Morgen Wiesengrund zum Weusthof gehören (siehe Am Weusthof). Die Straße Hattingswiese verläuft südlich parallel der Marie-Juchacz-Straße zwischen Milchstraße und Hinseler Hof. Dabei bildet sie auf ganzer Länge die Grenze zu Überruhr-Holthausen. |                                            |
| Heimstraße             | 440                       | Kleinsiedlungsverein Eigenheim                                         | 31. März 1921       | Der Kleinsiedlungsverein Eigenheim war Bauträger der Wohnhäuser an der Heimstraße. Aus dem Namen Eigenheim bildete man die Namen der Heim- und der benachbarten Eigenstraße, auch wenn die zur gleichen Zeit an der Eigenstraße errichteten Häuser durch die Bergmannssiedlung Essen-Süd GmbH erbaut wurden. Die Heimstraße führt von der Kevelohstraße nach Norden und endet in einer Sackgasse. |                                            |
| Hermannshöhe           | 100                       | Ehemalige Sportanlage Hermannshöhe                                     | 21. Mai 2019        | Der Sportplatz Hermannshöhe wurde in den 1930ern errichtet und gehörte zur Sportanlage Mentingsbank. Die Stichstraße geht von der Mentingsbank ab. |                                            |
| Heuweg                 | 530                       | landwirtschaftlicher Weg                                               |                     | Der Heuweg trägt im Ursprung seinen Namen und erinnert an seine landwirtschaftliche Bedeutung, als das Heu von den Ruhrwiesen eingefahren wurde. 1821 wird er in alten Katasterkarten auch Treibweg genannt. Der Heuweg führt von der Überruhrstraße hinab ins Ruhrtal und bildet dabei die Grenze zwischen Hinsel und Holthausen. |                                            |
| Hinseler Feld          | 760                       | Hinsel, Flurname                                                       | 13. Dez. 1961       | Die nach der Flur Hinsel benannte Straße führt von der Überruhrstraße in einem Bogen zur Straße Nockwinkel. | St. Maria Heimsuchung im Hinseler Feld     |
| Hinseler Hof           | 470 (im Stadtteil Hinsel) | Hinsel, Flurname                                                       | 14. Nov. 1935       | Die nach der Flur Hinsel benannte Straße, die zuvor Schulstraße genannt wurde, führt von der Straße Nockwinkel über die Straße Hattingswiese nach Holthausen. |                                            |
| Im Ortfeld             | 110                       | Ortfeld, Flurname                                                      | 25. Apr. 1962       | Das Ortfeld war ein in den Oberhof Kirchfeld gehörendes Behandigungsgut und ein Abspliss aus dem sogenannten Bürgels Hove. 1803 waren die Gebrüder Bernhard und Theodor Keveloh die Letztbehandigten. 1831 wurde das etwa drei Morgen große Grundstück von der Witwe Hemmer angesteigert. Die Straße Im Ortfeld ist eine Stichstraße südlich der Kevelohstraße abgehend. |                                            |
| Jupiterstraße          | 340                       | Jupiter (Planet)                                                       | 12. Nov. 1962       | Die Jupiterstraße gehört im Westen Überruhr-Hinsels zu einer Gruppe von Straßen, die nach Planeten unseres Sonnensystems benannt sind. Sie führt vom Venusweg in einem Bogen zur Straße Springhoffsfeld. |                                            |
| Kalthofweg             | 130                       | Kalthof, Name eines Kottens                                            | 23. Feb. 1954       | An der Einmündung der Hattingswiese in die Straße Hinseler Hof befand sich der Kotten Kalthof. 1866 war Heinrich Kalthof der Eigentümer. 1879 veräußerte er die zugehörige Ackerfläche an Wilhelm Adelskamp. 1910 ging sie an Heinrich Weßling über. Der Landwirt Wilhelm Groote vom Wüsthof erwarb 1917 das Kottengebäude. Der Kalthofweg ist eine östlich von der Straße Hinseler Hof abgehende Stichstraße. |                                            |
| Kelserweg              | 90                        | Diderich Kelser, Richter in Rellinghausen                              | 8. Sep. 1959        | Der Richter Diderich Kelser wird 1391 erstmals urkundlich erwähnt. 1396 erwarb er von den Herren von der Horst das Ludolfsgut zu Hinsel, sowie im Jahr 1400 weitere Höfe in Hinsel. Der Kelserweg ist eine von der Straße Lehmanns Brink abgehende Stichstraße. |                                            |
| Kessingstraße          | 160                       | Ludwig Kessing, Bergmann und Arbeiterdichter                           | 4. Juli 1951        | Die Kessingstraße ist nach dem in Überruhr geborenen Heimatdichter Ludwig Kessing benannt. Sie ist eine westlich der Kevelohstraße abgehende Stichstraße. |                                            |
| Kevelohbusch           | 420                       | Keveloh, Flurname                                                      | 21. Nov. 1968       | Die Straße Kevelohbusch verbindet die Kevelohstraße (siehe auch dort) mit der Straße Mentingsbank. |                                            |
| Kevelohstraße          | 840                       | Keveloh, Hofname                                                       | 31. März 1921       | Der Hof Keveloh war ein zum Oberhof Krichfeld gehöriges Behandigungsgut des Damenkapitels Rellinghausen. Der Ganze Bauer Kevelo wird 1795 genannt. 1808 werden Theodor Keveloh und seine Mutter Angela geborene Fieselmann behandigt. Sie war die Schwiegertochter der verstorbenen Anna geborene Deimelsberg, deren Sohn Bernhard aus gesundheitlichen Gründen nicht behandigt wurde. Nach Bernhards Tod 1821 stellte sich heraus, dass er aufgrund mehrerer missglückter Geschäfte auch im Bergbau hoch verschuldet war und den Hof unbefugt damit belastet hatte. Sein Sohn Theodor löste 1823 die fiskalischen Lasten des Hofes ab, dennoch musste der Hof am 18. April 1828 zwangsversteigert werden. Den Zuschlag erhielt die Witwe Heymann aus Steele mit ihrem Höchstgebot von 5775 Talern. So werden 1866 Hermann und Nathan Heymann in Steele als Eigentümer genannt. Salomon Heymann war im Jahr 1900 Eigentümer. Die Kevelohstraße verbindet in einem östlichen Bogen die Überruhrstraße mit dem Heuweg. |                                            |
| Konrad-Adenauer-Brücke | 230 (im Stadtteil)        | Konrad Adenauer, erster Bundeskanzler der Bundesrepublik Deutschland   | 17. Feb. 1982       | Die Konrad-Adenauer-Brücke verbindet in Verlängerung der Marie-Juchacz-Straße Überruhr-Hinsel mit Rellinghausen auf der anderen Ruhrseite. | Konrad-Adenauer-Brücke                     |
| Kurt-Schumacher-Brücke | 90 (im Stadtteil)         | Kurt Schumacher, erster SPD-Vorsitzender nach dem Zweiten Weltkrieg    | 17. Feb. 1982       | Der 1954 nach dem Zweiten Weltkrieg wiederaufgebaute Ruhrbrücke, die Überruhr-Hinsel über die Ruhr mit Steele verbindet, wurde nach dem ersten SPD-Vorsitzenden nach dem Krieg, Kurt Schumacher, benannt. Sie verbindet Überruhr mit Steele. | Kurt-Schumacher-Brücke                     |
| Langenberger Straße    | 3060 (im Stadtteil)       | führt nach Langenberg (Rheinland)                                      | 8. Mai 1933         | Die Langenberg Straße, die ursprünglich Provinzialstraße hieß, führt von der Kurt-Schumacher-Brücke über Überruhr-Holthausen weiter nach Byfang, und außerhalb Essens weiter über Nierenhof nach Langenberg. | Stephanuskirche an der Langenberger Straße |
| Lehmanns Brink         | 490                       | Lehmannsfeld, Flurname                                                 | 15. Jan. 1936       | Die nach der Flur Lehmannsfeld benannte Straße hieß ursprünglich Kirchstraße. Es gab einen Hof Lehmann, der dem Kapitel in Rellinghausen gehörte. Die Straße Lehmanns Brink, der in Teilen früher die Kirchstraße war, führt von der Straße Nockwinkel zur Marie-Juchacz-Straße, hat jedoch keine Anbindung auf diese und endet kurz vorher als Sackgasse. |                                            |
| Liebrechtstraße        | 110                       | Julius Liebrecht, Grubenvorstand der Zeche Heinrich                    | 29. Nov. 1967       | Der am 30. August 1828 in Ruhrort geborene, und am 24. März 1895 ebenda verstorbene, Kaufmann Julius Liebrecht erwarb sich als Mitglied des Grubenvorstands der Zeche Heinrich in Überruhr, von 1863 bis zu seinem Tod, und bei deren Entwicklung große Verdienste. Die Liebrechtstraße ist eine von der Straße Hinseler Hof westlich abgehende Stichstraße. |                                            |
| Luppostraße            | 210                       | Luppo, Name eines Edelherrn                                            | 25. Apr. 1962       | Der Edelherr Lupp schenkte 1092 dem Abt von Werden sein Lehen, den Schultenhof Hinsel. Die Luppostraße verbindet die Eigenstraße mit der Kevelohstraße. |                                            |
| Marie-Juchacz-Straße   | 2000                      | Marie Juchacz, Sozialreformerin, Sozialdemokratin und Frauenrechtlerin | 20. Jan. 1982       | Die Marie-Juchacz-Straße führt von der Überruhrstraße vierspurig zur Konrad-Adenauer-Brücke und ist damit Teil der Landesstraße L925. |                                            |
| Marsweg                | 130                       | Mars (Planet)                                                          | 12. Nov. 1962       | Der Marsweg gehört im Westen Überruhr-Hinsels zu einer Gruppe von Straßen, die nach Planeten unseres Sonnensystems benannt sind. Er ist eine von der Straße Sringhoffsfeld abgehende Stichstraße. |                                            |
| Mentingsbank           | 430                       | Zeche Mentingsbank                                                     | 15. Jan. 1936       | Die Straße erinnert an die einstige Stollenzeche Mentingsbank, die sich aus heutiger Sicht unterhalb des Ludwig-Kessing-Parks an der Ruhr befand. Die Straße Mentingsbank, die zuvor Steinbrinkstraße hieß, verbindet die Keveloh- mit der Überruhrstraße. |                                            |
| Merkurstraße           | 250                       | Merkur (Planet)                                                        | 12. Nov. 1962       | Die Merkurstraße gehört im Westen Überruhr-Hinsels zu einer Gruppe von Straßen, die nach Planeten unseres Sonnensystems benannt sind. Sie verbindet in einem Bogen die Straßen Hinseler Feld und Springhoffsfeld. |                                            |
| Milchstraße            | 85 (im Stadtteil)         | alter Weg zum Milchtransport                                           | vor 1908            | Die Milchstraße diente früher der Milchabfuhr Überruhrer Bauern. Sie verbindet heute die Straße Hinseler Hof mit der Langenberger Straße, wobei sie zwischen Langenberger Straße und Hattingswiese die Grenze zwischen Hinsel und Holthausen bildet. |                                            |
| Neptunstraße           | 300                       | Neptun (Planet)                                                        | 12. Nov. 1962       | Die Neptunstraße gehört im Westen Überruhr-Hinsels zu einer Gruppe von Straßen, die nach Planeten unseres Sonnensystems benannt sind. Sie verbindet in einem Bogen die Schulte-Hinsel-Straße mit der Straße Hinseler Feld. |                                            |
| Nockwinkel             | 790                       | vermutlich Kotten- und Flurname                                        | 14. Nov. 1935       | 1795 wird der Nockmannskotten in Hinsel genannt, sowie 1866 die Flur Nockenberg. Im Kotten wohnte der Kötter und Leineweber Nockmann, wobei der Bauer Springob Eigentümer war. Die Straße Nockwinkel, die zuvor Bahnhofstraße hieß, verbindet die Langenberger Straße mit der Überruhrstraße. |                                            |
| Plutoweg               | 200                       | Pluto, Zwergplanet                                                     | 12. Nov. 1962       | Der Plutoweg gehört im Westen Überruhr-Hinsels zu einer Gruppe von Straßen, die nach Planeten unseres Sonnensystems benannt sind, als Pluto noch als Planet bezeichnet wurde. Der Plutoweg verbindet in einem Bogen die Neptunstraße mit der Straße Hinseler Feld. |                                            |
| Rüpingsweg             | 560 (im Stadtteil)        | Name der letzten Besitzer eines Fischerkottens                         |                     | Der Kotten, der ursprünglich zum Kapitel Rellinghausen gehörte und bereits 1444 urkundlich genannt wird, wurde 1867 vom Schmiedemeister Julius Rüping übernommen. 1903 wurde der 26 Morgen große Besitz ohne Wohnhaus an das Gas- und Wasserwerk der Stadt Essen verkauft. Der Rüpingsweg zweigt in Hinsel von der Langenberger Straße nach Süden in Richtung Ruhr ab und kommt in einem Bogen in Holthausen wieder auf die Langenberger Straße zurück. |                                            |
| Sagenberg              | 300                       | Ruhrtal-Sagen                                                          | 5. Aug. 1936        | Es sind Sagen von der Hermannshöhe nahe dem Ludwig-Kessing-Park überliefert. Dort soll es Zwerge und Kobolde gegeben haben. Ein guter Geist warnte den Bergmann am Flöz Mentingsbank vor schlagenden Wettern und stürzendem Gestein. Zudem gibt es hier die Mär von der Entführung der Frau Kläre Keveloh durch Zwerge. Die Sagen und Erzählungen ranken sich um die im Volksmund Erdmännekensloch genannte Höhle im Konglomeratsandstein unter Flöz Sonnenschein. Die Straße Sagenberg liegt oberhalb des Ruhrtals und verbindet die Kevelohstraße in einem Bogen mit der Straße Mentingsbank. |                                            |
| Salierweg              | 260                       | Salfranken, Volksstamm                                                 | 3. Mai 1967         | Der an die Salfranken erinnernde Salierweg führt von der Straße Nockwinkel auf die Langenberger Straße. |                                            |
| Saturnstraße           | 160                       | Saturn (Planet)                                                        | 12. Nov. 1962       | Die Saturnstraße gehört im Westen Überruhr-Hinsels zu einer Gruppe von Straßen, die nach Planeten unseres Sonnensystems benannt sind. Die Saturnstraße verbindet die Uranusstraße mit der Straße Springhoffs Feld. |                                            |
| Schlettweg             | 240                       | Friedrich Schlett, Hilfsprediger und Pfarrverwalter                    | 2. Feb. 1959        | Der am 13. Juli 1845 in Köln geborene Friedrich Schlett war um den Bau der ersten evangelischen Kirche in Überruhr, der Stephanuskirche, bemüht. Er starb am 16. September 1913 in Dierdorf. Der Schlettweg verbindet die beiden Straßen Bruktererhang und Lehmanns Brink in einem südwestlichen Bogen. |                                            |
| Schulte-Hinsel-Straße  | 190                       | Schulte-Hinsel, Hofname                                                |                     | Der Ganze Bauer Schulte-Hinsel wird 1795 genannt, wobei der Freiherr von Schell Grundherr war. 1867 wird Hermann Schulte-Hinsel als Eigentümer, und 1903 die Witwe Christine Schulte-Hinsel geborene Klumbeck als Eigentümerin genannt. Der Kaufmann Viktor Steimer sen. in Steele kam 1909 durch Erbfolge an den Hof. 1920 erwarb der Landwirt Wilhelm Rechmann aus Wanne den zu dieser Zeit 95 Morgen großen Hof. Die Stadt Essen kam nach dem Zweiten Weltkrieg in den Besitz und ließ das Gelände zur Wohnbebauung erschließen. |                                            |
| Selbachstraße          | 280                       | Walther Selbach, Direktor des Ruhrtalsperrenvereins                    | 13. Dez. 1961       | Walther Selbach, geboren am 16. November 1871 in Lüneburg, wurde 1901 Beigeordneter der Stadt Essen und wechselte 1908 in der Vorstand des Ruhrtalsperrenvereins. Selbach war eine anerkannte Autorität der Wasserwirtschaft und gehörte mehreren Fachgremien an. Seine Bemühungen förderten die Wassergesetzgebung. Er starb am 10. Oktober 1941 in Essen. Die Selbachstraße ist eine von der Antropstraße abzweigende Stichstraße. |                                            |
| Sonderfeld             | 400                       | Sonderfeld, Flurname                                                   | 15. Jan. 1936       | Das behandigungspflichtige Große Sonderfeld war ein Abspliss des Börgelshofes, der in den Oberhof Kirchfeld Rellinghausen gehörte. 1791 waren die Gebrüder Hermann Wesseling genannt Becks und Johann Heinrich Wesseling genannt Krümken Letztbehandigte. Die Straße Sonderfeld, die ursprünglich in Teilen Kirchstraße hieß, führt vom Bruktererhang über die Straße Lehmanns Bring und endet danach als Sackgasse. |                                            |
| Springhoffsfeld        | 500                       | nach dem zum Hof Springob gehörigen Feld                               | 13. Dez. 1961       | Der Hof Sringob, auch Springop, war ein in den Oberhof Kirchfeld Rellinghausen gehöriges Behandigungsgut. Johann Anton Springob war 1790 letztbehandigter des 62 Morgen großen Hofs. 1834 löste er die auf dem Hof ruhenden fiskalischen Lasten ab und wurde daraufhin uneingeschränkter Eigentümer. Der Name Springhoff, sowie die Bezeichnungen Springfeld und Springopshof, erscheinen in alten amtlichen Karten und Verzeichnissen. Die Straße Springhoffsfeld verbindet in einem Bogen die Straßen Hinseler Feld und Nockwinkel. |                                            |
| Treibweg               | 500                       | einstiger Viehtrieb                                                    | um 1838             | Der Treibweg ist ein Teil des Weges, den Hinseler Bauern einst nutzten, um ihr Vieh zu den Ruhrweiden zu treiben. Der heutige Treibweg verbindet die Überruhrstraße mit der Kevelohstraße. |                                            |
| Überruhrstraße         | 1520 (im Stadtteil)       | Überruhr, Lagebezeichnung gegenüber der Ruhr                           | 8. Mai 1933         | Die Bezeichnung Überruhr leitet sich aus der Lage von Hinsel und Holthausen gegenüber der Ruhr ab; aus Sicht von Rellinghausen, wozu beide Bauerschaften jahrhundertelang gerichtlich und kirchlich gehörten. Später gehörten Hinsel und Holthausen politisch zur Bürgermeisterei Steele-Land. Nach Ausscheiden von Rellinghausen, Bergerhausen und Heide bestand die Bürgermeisterei nur noch aus Überruhr und wurde in Personalunion von der Bürgermeisterei Steele-Stadt mit verwaltet. Land- und Stadtbürgermeisterei wurden 1894 getrennt und Theodor Heider (* 1837, † 1913) damit erster Bürgermeister von Überruhr. 1929 kam Überruhr durch Eingemeindung an die Stadt Essen. Die Überruhrstraße, die zuvor Altendorfer Weg genannt wurde, verbindet Überruhr-Hinsel über Überruhr-Holthausen mit Burgaltendorf. |                                            |
| Uranusstraße           | 200                       | Uranus (Planet)                                                        | 12. Nov. 1962       | Die Uranusstraße gehört im Westen Überruhr-Hinsels zu einer Gruppe von Straßen, die nach Planeten unseres Sonnensystems benannt sind. Die Uranusstraße verbindet die Straße Springhoffsfeld mit dem Plutoweg. |                                            |
| Venusweg               | 170                       | Venus (Planet)                                                         | 12. Nov. 1962       | Der Venusweg gehört im Westen Überruhr-Hinsels zu einer Gruppe von Straßen, die nach Planeten unseres Sonnensystems benannt sind. Der Venusweg ist eine von der Straße Springhoffsfeld abzweigende Stichstraße. |                                            |
| Wichteltal             | 100 (im Stadtteil)        | Wichtel in überlieferten Sagen                                         | 15. Jan. 1936       | Die Straße Wichteltal verläuft im Ruhrtal unterhalb der Hermannshöhe, in deren Berg nach einigen Sagen einst Wichtel gelebt haben sollen. Die Straße, die zuvor teilweise Charlottenweg hieß, verbindet unten an der Ruhr gelegen die Stadtteile Überruhr-Hinsel, Überruhr-Holthausen und Burgaltendorf. |                                            |

### Liste der Straßen in Überruhr-Holthausen
| Name                  | Länge/Maße (in Metern)                | Herleitung                                                        | Datum der Benennung | Bemerkungen | Bild |
| --------------------- | ------------------------------------- | ----------------------------------------------------------------- | ------------------- | --- | ---- |
| Am Ehrenmal           | 480                                   | Ehrenmal für die Gefallenen des Ersten Weltkriegs                 | 20. März 1963       | Das Ehrenmal für die Gefallenen des Ersten Weltkriegs wurde mithilfe des Bergwerksdirektors Heinz Petermann von der Zeche Heinrich errichtet, der kostenlos Steine aus dem der Zeche gehörigen Steinbruch Christinenruh zur Verfügung stellte. Die Grundsteinlegung erfolgte am 17. März 1934. Die Initiative zur Errichtung des Ehrenmals kam vom Landwehr- und Kriegerverein und vom Verschönerungsverein Überruhr. Am 2. Dezember 1934 wurde es eingeweiht, was die Nationalsozialisten für ihre ideologische Propaganda nutzten. Das heute zum Mahnmal gewordene Denkmal zeigt eine Tafel mit 105 aufgelisteten, gefallenen Überruhrer Soldaten. Allerdings sind in den Sterberegistern fünf weitere Soldaten genannt. Nachdem es durch Vandalismus nicht mehr standsicher war, wurde es 2005 auf den städtischen Friedhof im Holthuser Tal umgesetzt. Die Straße Am Ehrenmal verbindet in einem Bogen die Straßen Hattingswiese und Krummecke. |      |
| Am Kringel            | 90                                    | Kotten, Familienname                                              | 22. Feb. 1956       | 1795 wird der Tagelöhner Krengel genannt. Der sogenannte Kringelkotten gehörte zum Hof Mönkhoff. 1867 wird der Eigentümer Wilhelm Krengel erwähnt. 1898 geht er an den Bierhändler Heinrich Terbrack aus Steele über. Die Straße Am Kringel ist eine Stichstraße, die vom Dellmansfeld abzweigt. |      |
| An der Zeche Heinrich | 340                                   | Zeche Heinrich                                                    | 23. Juni 1976       | Die Straße An der Zeche Heinrich, die an das 1968 stillgelegte Bergwerk erinnert, verbindet die beiden Straßen Bulkersteig und Eskenshof. |      |
| Bramsfeld             | 80                                    | Bramsfeld, Flurname                                               | 24. Feb. 1970       | Die nach der Flur Bramsfeld benannte Straße geht als Stichstraße nördlich vom Eilpeweg ab. |      |
| Bulkersteig           | 720                                   | Bulker, Kotten                                                    | 20. Nov. 1937       | Der Bulker Kotten wird erstmals 1664 erwähnt. Als die Uberruhrsche Mark aufgeteilt wurde, erhielt er das sogenannte Bulkerloch, das 1867 auch Bölkersloch genannt wird. 1795 tritt der Kötter Bulk auf, wobei der Eigentümer der Bauer Becker in Hinsel war. 1867 ist Friedrich Wilh. Eumann in Holthausen Eigentümer. 1883 ist es durch Erbfolge der Bergmann Heinrich Schroer. Der Bulkersteig, der zuvor Mühlenstraße hieß, führt von der Langenberger Straße zum Schaffelhofer Weg. |      |
| Charlottenstraße      | 90 (im Stadtteil)                     | ehemalige Zeche Charlotte und Nachfolgezeche Vereinigte Charlotte | 16. Juni 1911       | Die Charlottenstraße beginnt an der Überruhrstraße und führt nach wenigen Metern in den Nachbarstadtteil Burgaltendorf. |      |
| Deipenbecktal         | 870 (im Stadtteil)                    | Tal der Deipenbecke                                               | 16. Dez. 1970       | Die Straße Deipenbecktal verläuft durch das Tal des Baches Deipenbecke, bildet dabei die Grenze zum Nachbarstadtteil Byfang und verläuft weiter nach Burgaltendorf. |      |
| Dellmannsfeld         | 410                                   | Zum Hof Dellmann gehöriges Feld                                   | 2. Nov. 1955        | Nach dem zum Hof Dellman (siehe Dellmannsweg) gehörigen Feld benannt, kommt die Straße von der Überruhrstraße und trifft auf den Dellmannsweg. |      |
| Dellmannsweg          | 1510 (im Stadtteil)                   | Dellmann, Hofname                                                 | vor 1927            | Der Hof Dellmann war ein Erbleibgewinngut des Stiftes Stoppenberg. Es kam durch Grundstückstausch der Stiftsdamen mit Hugo von der Horst 1391 an das Stift. Eine Verleihungsurkunde aus dem Jahr 1660 erwähnt das Guth auf der Dellen. 1795 ist der halbe Bauer Dellmann Aufsitzer. 1810 geht der Hof auf Georg Henrich Dellmann über. Henrich Dellmann löste 1834 alle auf dem Hof ruhenden fiskalischen Lasten ab, woraufhin er uneingeschränkter Eigentümer wurde. 1867 gehört der Hof Johann Diedrich Dellmann und 1887 Wilhelm Dellmann. Letzterer veräußerte ihn 1909 an den Bauunternehmer Bernhard Laubrock aus Rotthausen. Der Delmannsweg beginnt an der Klapperstraße und führt weiter in den Nachbarstadtteil Burgaltendorf. |      |
| Echstenkämperweg      | 330                                   | Echstenkämper Kotten                                              | 18. Dez. 1973       | Der Kotten Echstenkämper gehörte zum Hof Mönkhoff, der im 19. Jahrhundert in den Besitz der Familie Lohmann überging und daher infolge auch Lohmannshof genannt wurde. Der Echstenkämperweg ist eine südlich der Überruhrstraße abgehende Stichstraße. |      |
| Eilpeweg              | 210                                   | Johann Christoph Eilpe, Lehrer in Überruhr                        | 24. Feb. 1970       | Johann Christoph Eilpe wurde am 12. Dezember 1749 in Breckerfeld geboren. Er war 36 Jahre lang an der evangelischen Schule in Holthausen tätig. Am 22. Januar 1832 starb er in Überruhr. Der Eilpeweg ist eine nördlich der Überruhrstraße abgehende Stichstraße. |      |
| Eskensfeld            | 150                                   | Eskensfeld, Flurname                                              | 24. Feb. 1970       | Die Straße ist nach dem zum Hof Esken gehörigen Feld benannt (siehe auch Eskenshof). Sie verbindet die Straßen Hemmerhof und Bulkersteig. |      |
| Eskenshof             | 420                                   | Esken, Hofname                                                    | 13. Juni 1973       | Der Hof Esken war ein zu Oberhof Kirchfeld in Rellinghausen gehöriges Behandigungsgut. Einst gehörten die in Byfang gelegenen Kotten Löbbert, Rath, Schneider und Splitthoff zum Hof Esken. Letztbehandigte waren 1783 Christina Elisabeth Esken und ihr Ehemann Everhard Lucas Nortmann genannt Esken. Nach dessen Tod 1830 übernahm sein gleichnamiger Sohn den Hof. Er wandelte die auf dem 35 Morgen großen Hof liegenden fiskalischen Lasten in eine feste Rente um und wurde so 1831 uneingeschränkter Eigentümer des Hofs. Die Straße Eskenshof verbindet die Klapperstraße mit dem Schaffelhofer Weg. |      |
| Flakerfeld            | 600                                   | Feld des Hofs Flake                                               | 31. Aug. 1949       | Die nach dem Feld des Hofs Flake benannte Straße Flakerfeld (siehe auch Flakering) verläuft von der Überruhrstraße zur Straße Hemmerhof. |      |
| Flakering             | 400                                   | Flake, Hofname                                                    | 2. Sep. 1959        | Der Hof Flake, auch Flacke, war ein in den Essener Oberhof Ückendorf gehöriges Behandigungsgut. Im Ketten buch ist 1332 Mansus des Vlaken to Holthusen genannt. Letztbehandigte war 1772 Catharina Gertrud Flacke. 1795 wird der Halbbauer Flacke erwähnt. Nach Catharina Gertrud Flackes Tod ging der Hof auf ihren Sohn Johann Diedrich Wüsthoff genannt Flacke über, der 1830 die auf dem 46 Morgen großen Hof ruhenden fiskalischen Lasten ablöste und deshalb uneingeschränkter Eigentümer wurde. 1867 wird Johann Friedrich Flacke als Eigentümer genannt. Der Flakering ist eine ringförmige Stichstraße, die nordwestlich von der Klapperstraße abzweigt. |      |
| Hattingswiese         | 440                                   | Hattingswiese, Flurname                                           | 22. Dez. 1949       | 1826 wird die Hattingswiese genannt, von der sechs Morgen Wiesengrund zum Weusthof gehören (siehe Am Weusthof). Die Straße Hattingswiese verläuft südlich parallel der Marie-Juchacz-Straße zwischen Milchstraße und Hinseler Hof, dabei bildet sie auf ganzer Länge die Grenze zu Überruhr-Hinsel. |      |
| Hemmerhof             | 780                                   | Hemmer, Hofname                                                   | 15. Juli 1957       | Der Hof Hemmer war ein erstmals 1530 erwähnter Unterhof des Oberhofs Kirchfeld in Rellinghausen. 1795 werden die Letztbehandigten Diedrich Hemmer und Anna Catharina Schalken genannt, deren Sohn Johann Diedrich 1831 die fiskalischen Lasten des 56 Morgen großen Hofs ablöste und damit uneingeschränkter Eigentümer wurde. Der Hof ging 1876 auf Moses Löwenstein in Steele über. Die Gebrüder Abraham, Moses und Franz Löwenstein waren 1888 Eigentümer des Hofs. Der Bergmann Ludwig Römling erwarb den einstigen Hemmerhof 1908. Die Straße Hemmerhof führt von der Klapperstraße in einem Bogen zur Straße Flakerfeld und endet darüber hinaus in einer Sackgasse. |      |
| Heuweg                | 530                                   | landwirtschaftlicher Weg                                          |                     | Der Heuweg trägt im Ursprung seinen Namen und erinnert an seine landwirtschaftliche Bedeutung, als das Heu von den Ruhrwiesen eingefahren wurde. 1821 wird er in alten Katasterkarten auch Treibweg genannt. Der Heuweg führt von der Überruhrstraße hinab ins Ruhrtal und bildet dabei die Grenze zwischen Hinsel und Holthausen. |      |
| Hinderfeldsberg       | 920                                   | Hinderfeld, Hofname                                               | vor 1929            | Der Hof Hinderfeld war ein Behandigungsgut in der Grundherrschaft des Kapitels Rellinghausen. 1795 wir der Halbbauer Hinderfeld genannt. 1867 war Johann Hinderfeld Eigentümer. 1891 ging der Hof auf Hermann Hinderfeld über. Johann Hermann Hinderfeld in Eschwege wurde 1949 Hofeigentümer. Er verkaufte in an die Stadt Essen. Der 35 Morgen große Hof wird bis heute bewirtschaftet. Die Straße Hinderfeldsberg verbindet die beiden Straßen Holthuser Tal und Deipenbecktal. |      |
| Hinseler Hof          | 460 (im Stadtteil Holthausen)         | Hinsel, Flurname                                                  | 14. Nov. 1935       | Die nach der Flur Hinsel benannte Straße, die zuvor Schulstraße genannt wurde, führt von der Klapperstraße über die Straße Hattingswiese nach Hinsel. |      |
| Hohe Haar             | 510                                   | Haar, Höhenzug                                                    | 3. Okt. 1932        | Die nach dem Höhenzug Haar am südlichen Rand der Westfälischen Bucht bezeichnete Straße verläuft von der Überruhrstraße zum Wichteltal. Ursprünglich hieß sie Charlottenberg. |      |
| Hohe Kuppe            | 130                                   | Lage der Straße auf einer Kuppe                                   | 3. Okt. 1932        | Die Straße Hohe Kuppe verbindet die Straße Hohe Haar und den Wittgenpfad. |      |
| Holthuser Tal         | 1120                                  | Tal in der einstigen Bauerschaft Holthausen                       | 5. Aug. 1936        | Holthusen ist eine mundartliche Form von Holthausen. 1054 schenkte Heinrich III. dem Stift Essen zehn Hufen mit 30 Hörigen im Dorfe Holthausen bei Hattingen. Holthausen war immer Teil von Überruhr und entsprechend an seiner Entwicklung beteiligt. Die Straße Holthuser Tal führt von der Langenberger Straße nach Nordosten auf den Dellmannsweg. |      |
| Hülscherfeld          | 290                                   | Stollenzeche Hülscherfeld                                         | 2. Nov. 1955        | 1796 wurden die Grubenfelder der Stollenzechen Hülscherfeld und Wolfsdelle zusammengelegt und die Zeche Wolff gegründet. Die Straße Hülscherfeld verbindet den Dellmannsweg mit der Straße Schützkamp. |      |
| Klapperstraße         | 1190                                  | Hinweis zum aneinander Vorbeifahren im einstigen Hohlweg          | vor 1891            | Einst war die Klapperstraße ein enger Hohlweg, in dem zwei Fuhrwerke nicht aneinander vorbeipassten. So war an übersichtlicher Stelle ein Seil gespannt. An seinen beiden Enden gab es eine Vorrichtung zum Klappern. Der Fahrer des ersten Fuhrwerks am Hohlweg bewegte das Seil und setzte an dessen anderen Ende die Klapper in Bewegung, um das Einfahren in den Weg anzumelden. Die Klapperstraße stellt heute eine Verbindung zwischen der Langenberger Straße und der Straße Wittgenbusch her. |      |
| Krümmgensfeld         | 340                                   | Feld des Hofs Krümmgen                                            | 5. Dez. 1951        | KrümmgensfeldDer Hof Krümmgen selbst war ein Unterhof des Oberhofs Kirchfeld in Rellinghausen. 1520 wird der Hof in einer Urkunde genannt. 1791 waren Catharina Elisabeth Priemen und Friedrich Krümbgen Letztbehandigte des Hofs. 1794 wurden beim Verkauf mehrerer Teilgrundstücke des Gutes diese zu besonderen Behandigungsobjekten erhoben. 1834 hatte er eine Größe von 25 Morgen. Der Nöckerskotten in Byfang ist ein Abspliss des Hofes. Die Straße Krümmgensfeld verbindet die Milchstraße mit der Straße Hinseler Hof. |      |
| Krummecke             | 310                                   | vermutlich Anlehnung an den Hof Krumme                            | 8. Sep. 1959        | Die Bezeichnung geht vermutlich auf den Hof Krumme oder Krümme zurück, wobei auch die Bezeichnungen Krumm Ecke und Krumme Egge auftauchen. 1795 wird der Halbbauer Conrad Krümme genannt. Sein Grundherr war der Freiherr von Schell. Die Straße Krummecke verbindet die Klapperstraße mit der Milchstraße. |      |
| Krummeckweg           | 270                                   | vermutlich Anlehnung an den Hof Krumme                            | 20. Feb. 1963       | Die Bezeichnung geht vermutlich auf den Hof Krumme oder Krümme zurück, wobei auch die Bezeichnungen Krumm Ecke und Krumme Egge auftauchen. 1795 wird der Halbbauer Conrad Krümme genannt. Sein Grundherr war der Freiherr von Schell. Der Krummeckweg verbindet die Milchstraße mit der Straße Krümmgensfeld. |      |
| Langenberger Straße   | 1890 (im Stadtteil)                   | führt nach Langenberg (Rheinland)                                 | 8. Mai 1933         | Die Langenberg Straße, die ursprünglich Provinzialstraße hieß, führt von Überruhr-Hinsel kommend durch Überruhr-Holthausen weiter nach Byfang, und außerhalb Essens weiter über Nierenhof nach Langenberg. |      |
| Laubrockweg           | 310 (alle Straßenabschnitte zusammen) | Laubrocks, Familienname                                           |                     | Der Hof Dellmann ging 1909 in das Eigentum von Bernhard Laubrocks aus Rotthausen über. 1932 veräußerte er ihn an den Verein zur Erziehung und Pflege schwachsinniger Personen in Essen (Franz Sales Haus). Der Laubrockweg |      |
| Lunkegarten           | 100                                   | Lunkegarten, Flurname                                             | 21. Feb. 1973       | Die nach der Flur Lunkegarten benannte Straße verbindet die Klapperstraße mit der Suitbertstraße. |      |
| Milchstraße           | 530 (im Stadtteil)                    | alter Weg zum Milchtransport                                      | vor 1908            | Die Milchstraße diente früher der Milchabfuhr Überruhrer Bauern. Sie verbindet heute die Straße Hinseler Hof mit der Langenberger Straße, wobei sie zwischen Langenberger Straße und Hattingswiese die Grenze zwischen Hinsel und Holthausen bildet. |      |
| Mönkhoffs Busch       | 200                                   | Busch (Wald) beim Mönkhof                                         | 13. Dez. 1961       | Die nach einem Waldstück beim Mönkhof benannte Straße zweigt als nordöstliche Stichstraße von der Überruhrstraße ab. |      |
| Mönkhoffstraße        | 400                                   | Mönkhof, Hofname                                                  | um 1936             | Der Mönkhof wird 1546 urkundlich erwähnt. Der Ganze Bauer Mönkhof wird 1795 genannt. Der Hof war Eigentum des Kapitels Rellinghausen und wurde als Pachtgut des dortigen Oberhofs Kirchfeld bezeichnet. Die Aufsitzer hatten daran ein erbliches Nutzungsrecht. Johann Wilhelm Mönkhoff und Maria Anna geborene Grosfeld waren 1788 letzte Leibgewinnträger auf Lebenszeit. Die fiskalischen Lasten wurden 1837 abgelöst. Bis dahin gehörten zu dem 227 Morgen großen Hof auch die Kotten Altenhof, Echstenkämper, Kapstiel und Kringel. 1867 war Wilhelm Münkhoff Eigentümer, gefolgt von seinem Neffen Joh. Peter Bremer aus Rheurdt im Jahr 1871. Kurz nach 1900 erwarb Franz Groot aus Rüttenscheid den Hof. Die Mönkhoffstraße verbindet die Überruhrstraße mit dem Wichteltal. |      |
| Römlingweg            | 150                                   | Römling, Hofbesitzer                                              | 24. Feb. 1970       | Der letzte Aufsitzer des Hemmerhofes hieß Römling (siehe Hemmerhof). Der Römlingweg verbindet den Schaffelhofer Weg mit der Straße Hemmerhof. |      |
| Rüpingsweg            | 420 (im Stadtteil)                    | Name der letzten Besitzer eines Fischerkottens                    |                     | Der Kotten, der ursprünglich zum Kapitel Rellinghausen gehörte und bereits 1444 urkundlich genannt wird, wurde 1867 vom Schmiedemeister Julius Rüping übernommen. 1903 wurde der 26 Morgen große Besitz ohne Wohnhaus an das Gas- und Wasserwerk der Stadt Essen verkauft. Der Rüpingsweg zweigt in Holthausen von der Langenberger Straße nach Westen in Richtung Ruhr ab und kommt in einem Bogen nach Norden in Hinsel wieder auf die Langenberger Straße zurück. |      |
| Schaffelhofer Weg     | 430                                   | Name eines Kottens                                                | 20. Nov. 1937       | Der Name des Kottens lautete ursprünglich Schaaffeldskotten, später Schaffelkotten. 1795 wird der Kötter und Schmied Schafeld erwähnt. 1867 wurde der Kotten von Arnold Heinrich Rahmann erworben. Zu dieser Zeit war Heinrich Buschmann Eigentümer. Der ursprünglich Rahmannsweg genannte Schaffelhofer Weg führt von der Klapperstraße zur Straße Hemmerhof. |      |
| Schützkamp            | 230                                   | Volkstümliche Lagebezeichnung                                     | 2. Nov. 1955        | Die Straße Schützkamp verläuft von der Überruhrstraße in einem südlichen Bogen zur Straße Flakerfeld. |      |
| Suitbertstraße        | 130                                   | St.-Suitbert-Kirche                                               | 21. Feb. 1973       | Die nach der 1966 eingeweihten St.-Suitbert-Kirche benannte Straße wird von der Straße Lunkegarten erreicht und endet in beiden Richtungen als Sackgasse. |      |
| Überruhrstraße        | 1820 (im Stadtteil)                   | Überruhr, Lagebezeichnung gegenüber der Ruhr                      | 8. Mai 1933         | Die Bezeichnung Überruhr leitet sich aus der Lage von Hinsel und Holthausen gegenüber der Ruhr ab; aus Sicht von Rellinghausen, wozu beide Bauerschaften jahrhundertelang gerichtlich und kirchlich gehörten. Später gehörten Hinsel und Holthausen politisch zur Bürgermeisterei Steele-Land. Nach Ausscheiden von Rellinghausen, Bergerhausen und Heide bestand die Bürgermeisterei nur noch aus Überruhr und wurde in Personalunion von der Bürgermeisterei Steele-Stadt mit verwaltet. Land- und Stadtbürgermeisterei wurden 1894 getrennt und Theodor Heider (* 1837, † 1913) damit erster Bürgermeister von Überruhr. 1929 kam Überruhr durch Eingemeindung an die Stadt Essen. Die Überruhrstraße, die zuvor Altendorfer Weg genannt wurde, verbindet Überruhr-Hinsel über Überruhr-Holthausen mit Burgaltendorf. |      |
| Uhlenbank             | 130                                   | Uhlenbank, Kohleflöz                                              | 23. Feb. 1956       | Die nach dem Kohlenflöz benannte Straße Uhlenbank ist eine von der Straße Deilmannsfeld abgehende Stichstraße |      |
| Wichteltal            | 6980 (im Stadtteil)                   | Wichtel in überlieferten Sagen                                    | 15. Jan. 1936       | Die Straße Wichteltal verläuft im Ruhrtal unterhalb der Hermannshöhe, in deren Berg nach einigen Sagen einst Wichtel gelebt haben sollen. Die Straße, die zuvor teilweise Charlottenweg hieß, verbindet unten an der Ruhr gelegen die Stadtteile Überruhr-Hinsel und Überruhr-Holthausen und bildet dort auf rund 470 Metern die Grenze zu Burgaltendorf. |      |
| Wittgenbusch          | 600                                   | Eberhard Wittgen, ev.-luth. Prediger                              | 14. Aug. 1933       | Der in Essen geborene Eberhard Wittgen studierte Theologie in Helmstedt und Wittenberg. Von 1618 bis 1637 war er Prediger an der evangelisch-lutherischen Gemeinde in Essen. Unter der Herrschaft der Essener Fürstäbtissin Maria Clara von Spaur wurde Wittgen im Zuge der Gegenreformation aus Essen vertrieben. Unter einer großen Eiche auf dem Mönkhof in Überruhr sammelte er die evangelischen Gläubigen und hielt dort den Gottesdienst ab. Zudem verfasste Wittgen eine Chronik der Stadt Essen für die Jahre 1593 bis 1622. Am 16. April 1637 starb Eberhard Wittgen in Essen. Die Straße Wittgenbusch verbindet in einem nördlichen Bogen die Überruhrstraße mit der Straße Hohe Haar. |      |
| Wittgenpfad           | 210                                   | Eberhard Wittgen, ev.-luth. Prediger                              | 14. Aug. 1933       | Siehe Wittgenbusch. Der Wittgenpfad verbindet die beiden Straßen Wittgenbusch und Hohe Kuppe. |      |
| Wolfsdelle            | 260                                   | Stollenzeche Wolfsdelle                                           | 23. Feb. 1956       | 1796 wurden die Grubenfelder der Stollenzechen Wolfsdelle und Hülscherfeld zusammengelegt und die Zeche Wolff gegründet. Die Straße Wolfsdelle verbindet die Straße Hülscherfeld in einem östlichen Bogen mit dem Dellmannsweg. |      |

### Liste ehemaliger Straßennamen in Überruhr-Hinsel
Die Liste ehemaliger Straßennamen erhebt keinen Anspruch auf Vollständigkeit.
| Name             | von      | bis           | umbenannt in (aktuell)        | Herleitung                                              | Bemerkungen |
| ---------------- | -------- | ------------- | ----------------------------- | ------------------------------------------------------- | --- |
| Altendorfer Weg  | vor 1908 | 8. Mai 1933   | → Überruhrstraße              | Weg nach Altendorf, heute Burgaltendorf                 | |
| Bahnhofstraße    | vor 1915 | 14. Nov. 1935 | → Nockwinkel                  | damaliger Bahnhof Überruhr                              | Die Bahnhofstraße führte zum Mitte der 1860er Jahre eröffneten Bahnhof Überruhr an der Bahnstrecke Wuppertal–Überruhr der einstigen Prinz-Wilhelm-Eisenbahn-Gesellschaft. Heute heißt er Bahnhof Essen-Überruhr und dient der S-Bahnlinie S9. |
| Charlottenweg    | vor 1911 | 14. Dez. 1936 | → Drehscheibe → Wichteltal    | Zeche Vereinigte Charlotte                              | |
| Kirchstraße      |          | 15. Jan. 1936 | → Sonderfeld → Lehmanns Brink |                                                         | |
| Provinzialstraße |          | 8. Mai 1933   | → Langenberger Straße         |                                                         | |
| Rahmannsweg      |          | 20. Nov. 1937 | → Schaffelhofer Weg           | Arnold Heinrich Rahmann kaufte 1867 den Schaffelkotten. | |
| Schulstraße      | vor 1909 | 14. Nov. 1935 | → Hinseler Hof                |                                                         | |
| Steinbrinkstraße | vor 1897 | 15. Jan. 1936 | → Mentingsbank                |                                                         | |

### Liste ehemaliger Straßennamen in Überruhr-Holthausen
Die Liste ehemaliger Straßennamen erhebt keinen Anspruch auf Vollständigkeit.
| Name             | von      | bis           | umbenannt in (aktuell) | Herleitung                              | Bemerkungen                                                              |
| ---------------- | -------- | ------------- | ---------------------- | --------------------------------------- | ------------------------------------------------------------------------ |
| Altendorfer Weg  | vor 1908 | 8. Mai 1933   | → Überruhrstraße       | Weg nach Altendorf, heute Burgaltendorf |                                                                          |
| Charlottenberg   |          | 3. Okt. 1932  | → Hohe Haar            | Zeche Vereinigte Charlotte              | In Burgaltendorf existiert noch heute eine Straße namens Charlottenberg. |
| Charlottenweg    | vor 1911 | 14. Dez. 1936 | → Wichteltal           | Zeche Vereinigte Charlotte              |                                                                          |
| Mühlenstraße     |          | 20. Nov. 1937 | → Bulkersteig          |                                         |                                                                          |
| Provinzialstraße |          | 8. Mai 1933   | → Langenberger Straße  |                                         |                                                                          |
| Schulstraße      | vor 1909 | 14. Nov. 1935 | → Hinseler Hof         |                                         |                                                                          |